# Mörön
Pour les articles homonymes, voir Moron.
Mörön est la capitale de la province (aimag) de Khövsgöl dans le nord de la Mongolie. Mörön désigne à la fois la ville et le district (ou sum) qui la contient.
Sa population se montait à 36 082 habitants en 2007.
Les vestiges de Möröngiin Khuree, monastère fondé en 1809/11, demeurent sur les rives de la rivière Delgermörön. Au début du XXe siècle, le monastère avait une population d'à peu près 1 300 lamas, mais il a été détruit en 1937. Un nouveau petit monastère de Danzadarjaa Khiid a été érigé à l'ouest de la ville en 1990.

## Géographie
Mörön se trouve dans l'aïmag de Khövsgöl dans le nord de la Mongolie. Elle se trouve à 1 280 m d'altitude dans la vallée de la rivière Delgermörön, vallée classée réserve naturelle depuis 2003.

## Toponymie
Le nom de la ville signifie « rivière » en mongol, et découle du nom de la rivière Delgermörön.

## Histoire
Mörön a été fondée en 1777 par le Khanat dzoungar, et était alors à cette époque un petit comptoir commercial sur la rivière Selenga. Elle a progressivement grandi en taille et en importance, devenant au milieu du XIXe siècle une plaque tornante du commerce entre la Mongolie et la Chine.
En 1921 la ville fut déclarée brièvement capitale de la République populaire de Mongolie nouvellement indépendante. Elle devient en 1923 chef-lieu de district. Au cours des années 1920 la ville connut une période de croissance et de développement rapides, et dans les années 1930, la ville fut modernisée, dotée de nouvelles infrastructures et de nouveaux bâtiments tels que l'université d'État de Mörön et un hôpital moderne. En 1933 la ville devient le chef-lieu de l'aïmag de Khövsgöl. La première centrale électrique est construite en 1951, et une liaision aérienne régulière est établie avec Oulan-Bator en 1956.
Lors de la révolution démocratique mongole, la ville fut le théâtre d'une grève de la faim. Après l'effondrement de l'URSS, le tourisme dans la ville s'est développé grâce à l'architecture de la ville et sa culture, comme avec le musée de Mörön et le Datsan de Mörön. En 1991 a été découverte une fosse commune de près de 5000 moines exécutées près de la ville (soit 1% de la population de Mongolie en 1937).

## Démographie

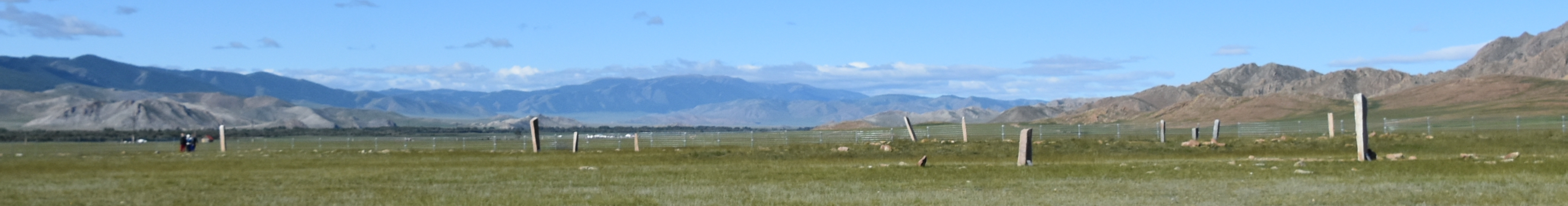
champ de pierres à cerf, Mörön (Mongolie).

| 1959  | 1969   | 1979   | 1989   | 1994   | 2000   | 2005   | 2007   |
| ----- | ------ | ------ | ------ | ------ | ------ | ------ | ------ |
| 9 000 | 11 200 | 16 500 | 21 300 | 27 230 | 28 147 | 35 872 | 36 082 |

## Transports

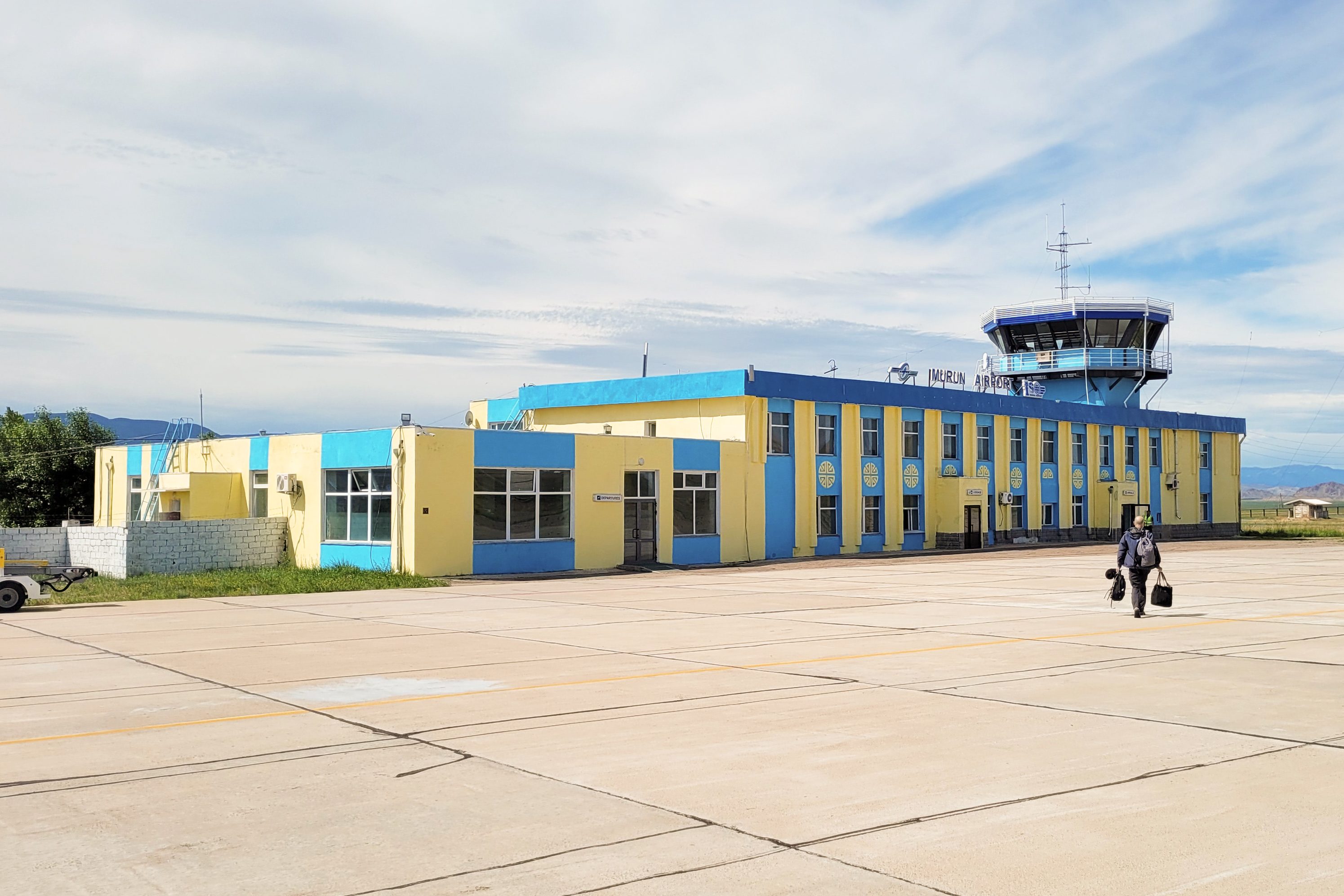
L'aéroport de Mörön

L'aéroport de Mörön (OACI:ZMMN, AITA: MXV) ne dispose que d'une piste non bitumée. Il est desservi par des vols réguliers depuis et vers la capitale du pays Oulan-Bator. Quelques vols vers les provinces de l'ouest peuvent aussi s'y arrêter. La ville est aussi desservie par une route goudronnée depuis 2014 qui la relie à Oulan-Bator.